# Andrés Martínez Arrieta
Andrés Martínez Arrieta   (Logronyo, 1955) és un jutge espanyol, magistrat del Tribunal Suprem d'Espanya des del 1998, sent el magistrat més jove a accedir a aquest tribunal.
Va estudiar dret a la Universitat Complutense de Madrid i va ingressar a la carrera judicial el 1979. El seu primer destí va ser el jutjat de primera instància d'Azpeitia. El 1980 va ser triat com a vocal del CGPJ en representació dels jutjats de primera instància i instrucció. Va ser-ne vocal fins al 1983, quan va ser nomenat magistrat. Va estar a d'altres jutjats prop de Madrid fins que el 1986 va ser nomenat magistrat a l'Audiència Provincial de Madrid. El 1988 va ser nomenat magistrat del gabinet tècnic del Tribunal Suprem i el 1998 va ser el magistrat més jove (43 anys) en formar membre d'aquest tribunal, sent nomenat per la sala segona.
Des del 2017 és un dels magistrats del Tribunal Suprem que coneixen i controlen les activitats dels serveis d'espionatge espanyols (CNI) que afecten a drets fonamentals.
Ha estat professor associat del Departament de Dret Penal de la Universitat Complutense de Madrid i professor de dret penal i processal penal a la Universitat CEU San Pablo, Institut d'Empresa i Centro de Estudios Jurídicos.
Va ser fundador de l'associació de jutges Francisco de Vitoria.